# Defense Intelligence Agency
Defense Intelligence Agency, amerikansk agentur-/ efterretningsenhed, som er tilknyttet USA’s forsvarsministerium. Tjenesten holder til på Bolling Air Force Base.
Agenturet blev oprettet i 1961, med det formål at indsamle militære efterretninger, specielt fra Sovjetunionen og østbloklandene samt fra Cuba.
Der er over 16,500 ansatte (65% civile, 35% militære)over hele verden, 2005. 